# Argonov fluorohidrid
Argonov fluorohidrid, katerega kemijska formula je HArF, je edina znana spojina kemijskega elementa argona. Argon je žlahtni plin in kot vsi žlahtni plini tvori ekstremno malo spojin.